# Câmpu Cetății, Mureș
Câmpu Cetății (în maghiară Vármező) este un sat în comuna Eremitu din județul Mureș, Transilvania, România.
Sat component al comunei Eremitu, localitatea se găsește pe cursul superior al râului Nirajul Mare, pe un drum lateral, între satul Eremitu și orașul Sovata, la 38 de km de Târgu Mureș. Numele satului vine de la fosta cetate de lângă sat.
Conform recensământului din 2002 satul avea 376 locuitori, din care 366 maghiari și 10 români.

## Istorie
La marginea intravilanului localității în punctul numit Aruncătoarea există o așezare tip locuire civilă de 4000 de metri pătrați care aparține culturii geto-dace și a fost datată între secolele I dinainte și după Christos din epoca La Tène. Situl este în proprietatea statului și are o stare de conservare bună.
În punctul numit Cetate există o altă așezare de tip locuire civilă cu suprafața de 7500 de metri pătrați care de asemenea aparține culturii geto-dace și a fost de asemenea datată între secolele I dinainte și după Christos din epoca La Tène. Este de asemenea posibil să fi cunoscut și o fază de locuire feudal timpurie.
Pe dealul numit Săcădat s-au descoperit urmele unui turn roman din secolele 2-3 după Christos.

## Obiective turistice
Principalele monumente istorice sunt:
- Pe culmea Tâmpa - burguri din epoca romana (reutilizate in Evul mediu).
- Ruinele cetatii Vityal (sec. XIV-XVI).
- Biserica Romano-Catolica (sec. XV).

## Imagini

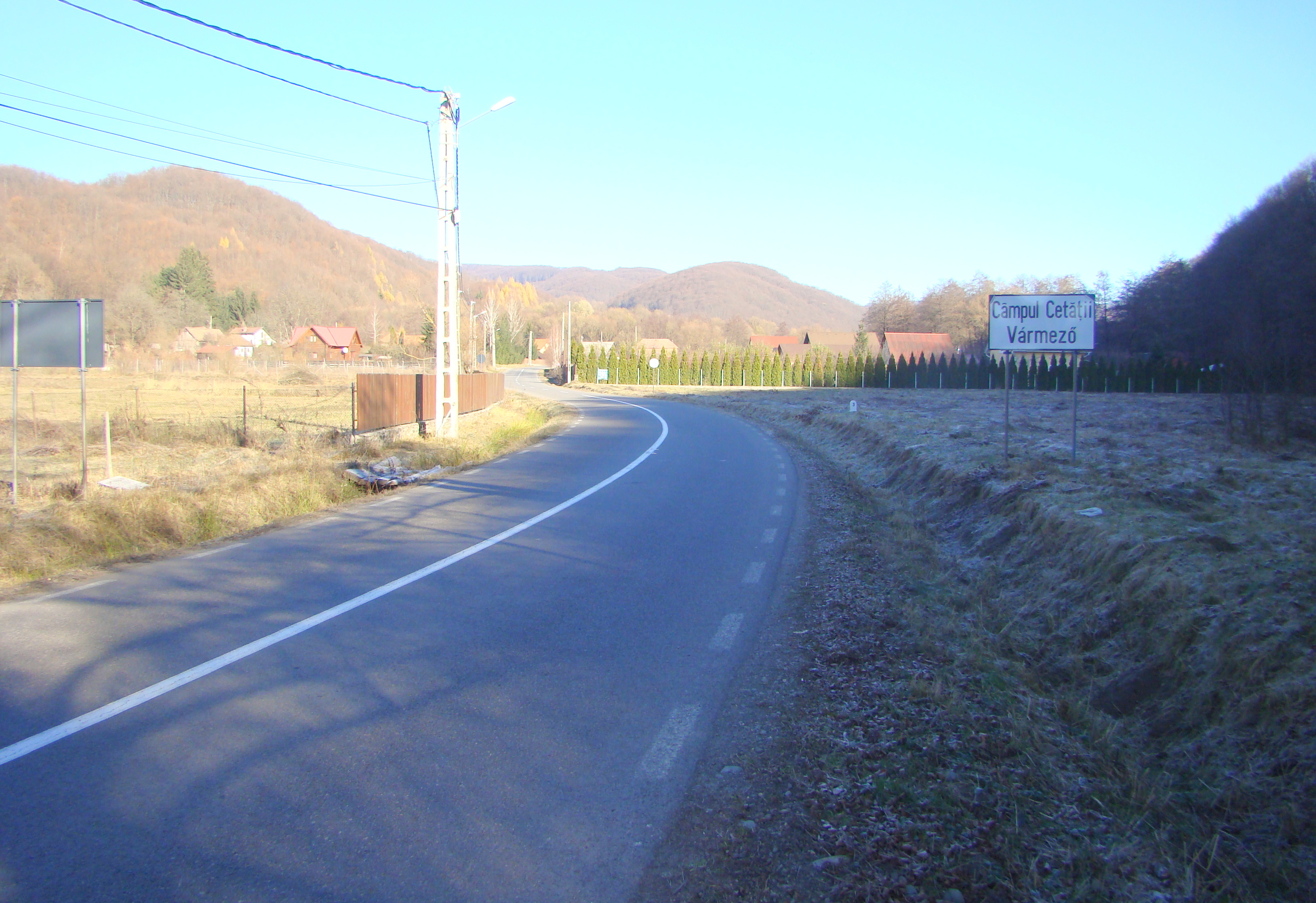
Intrarea în localitate
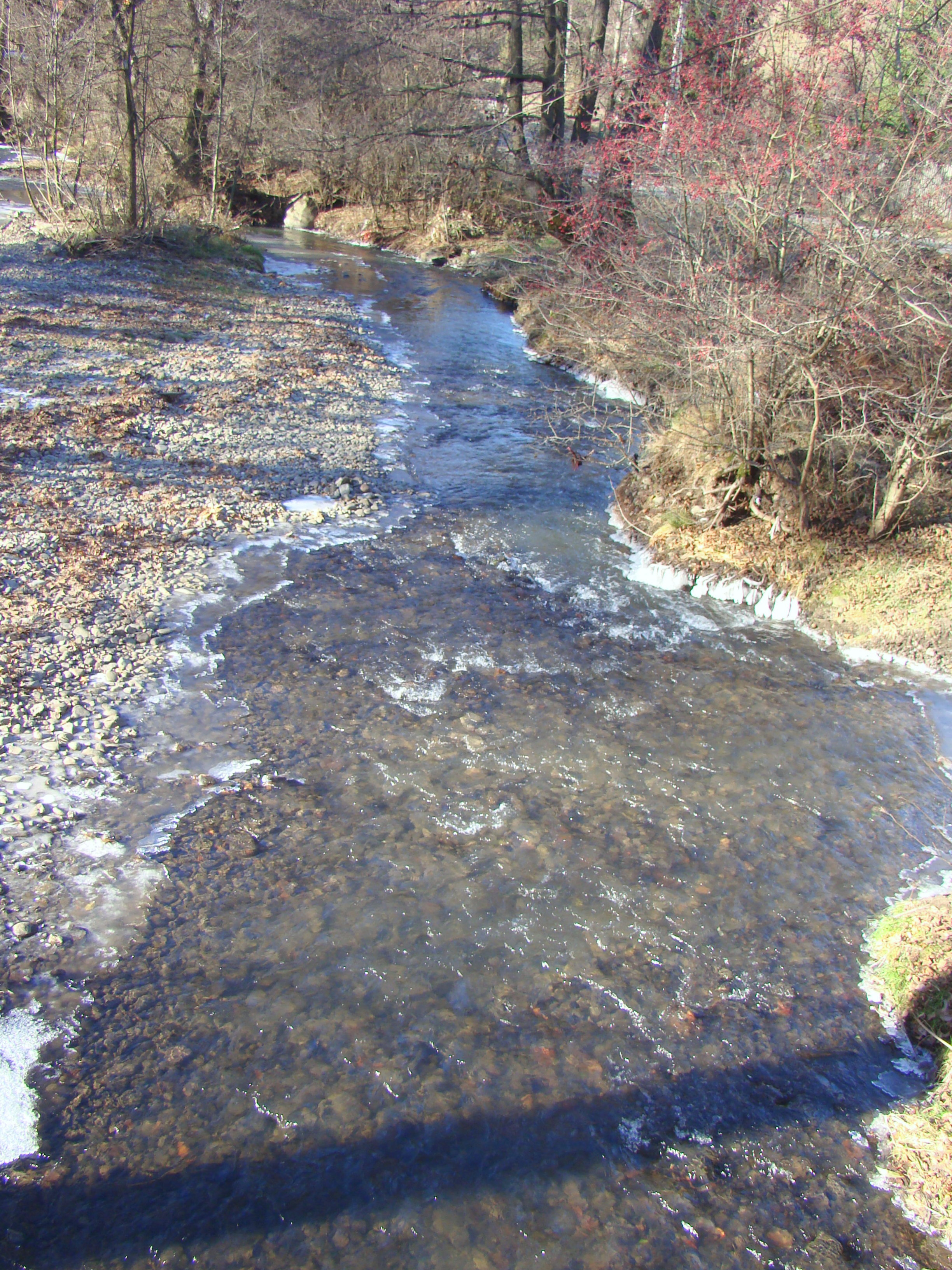
Râul Niraj
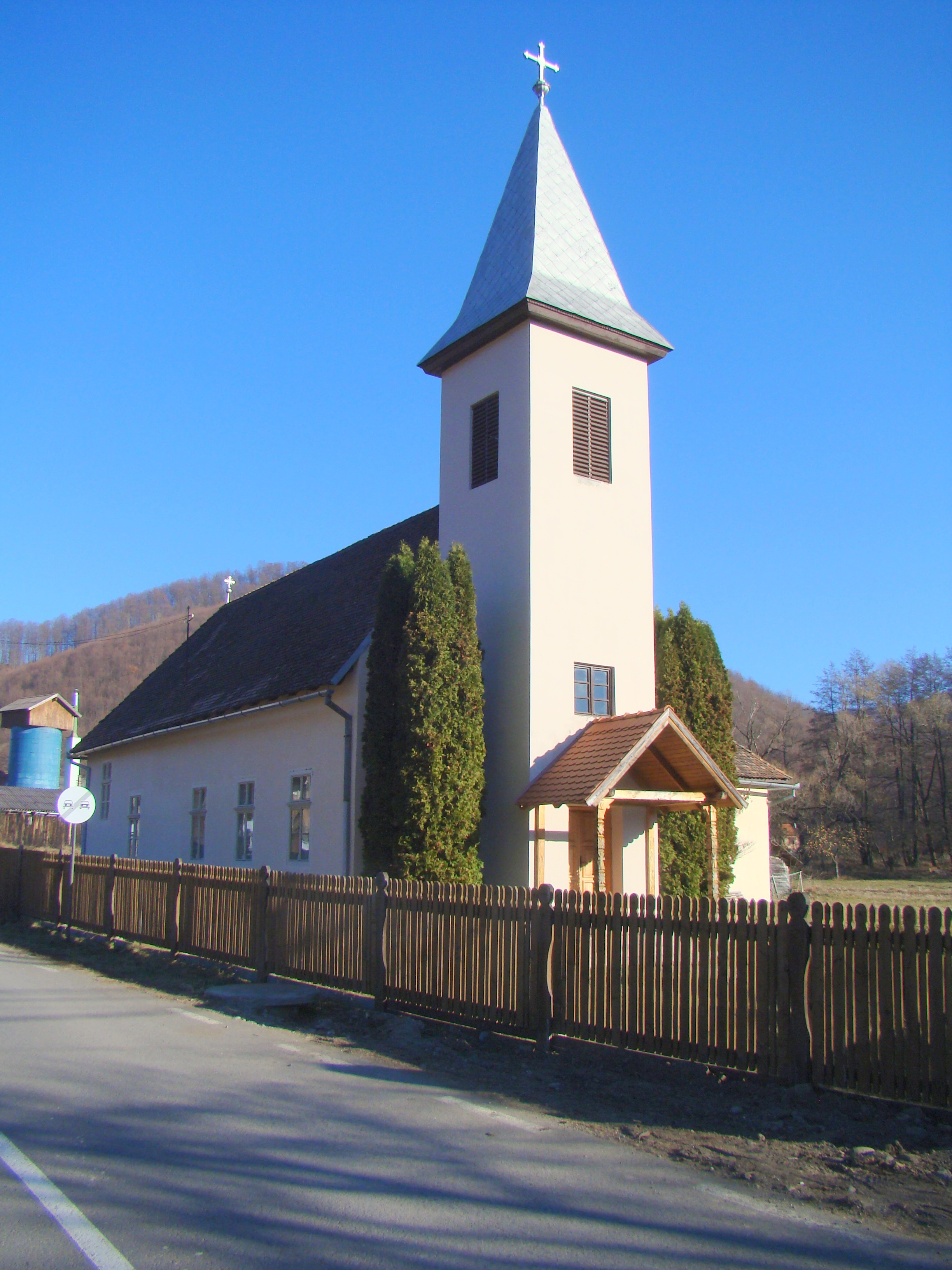
Biserica romano-catolică (1902)
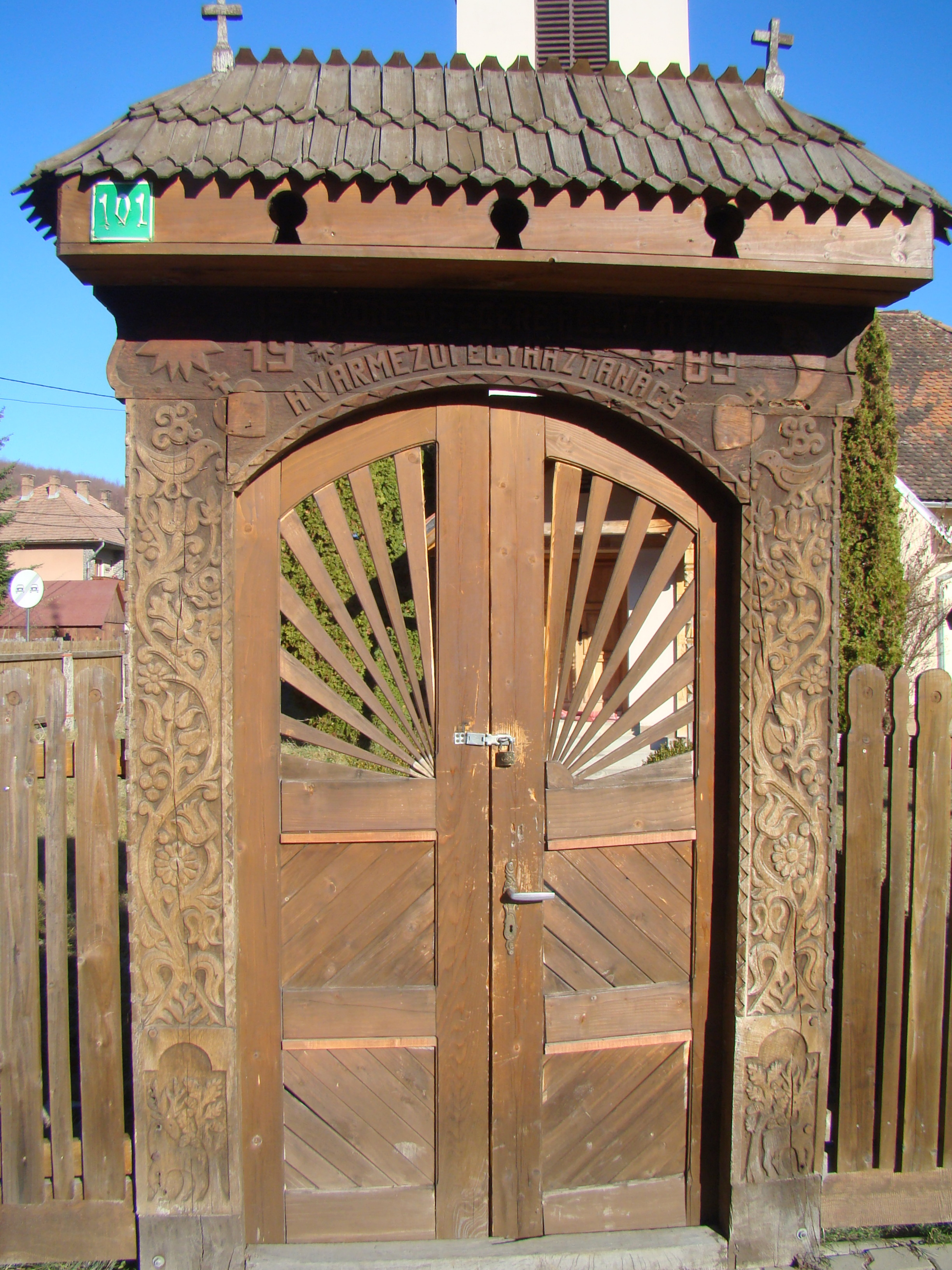
Poarta de lemn a bisericii
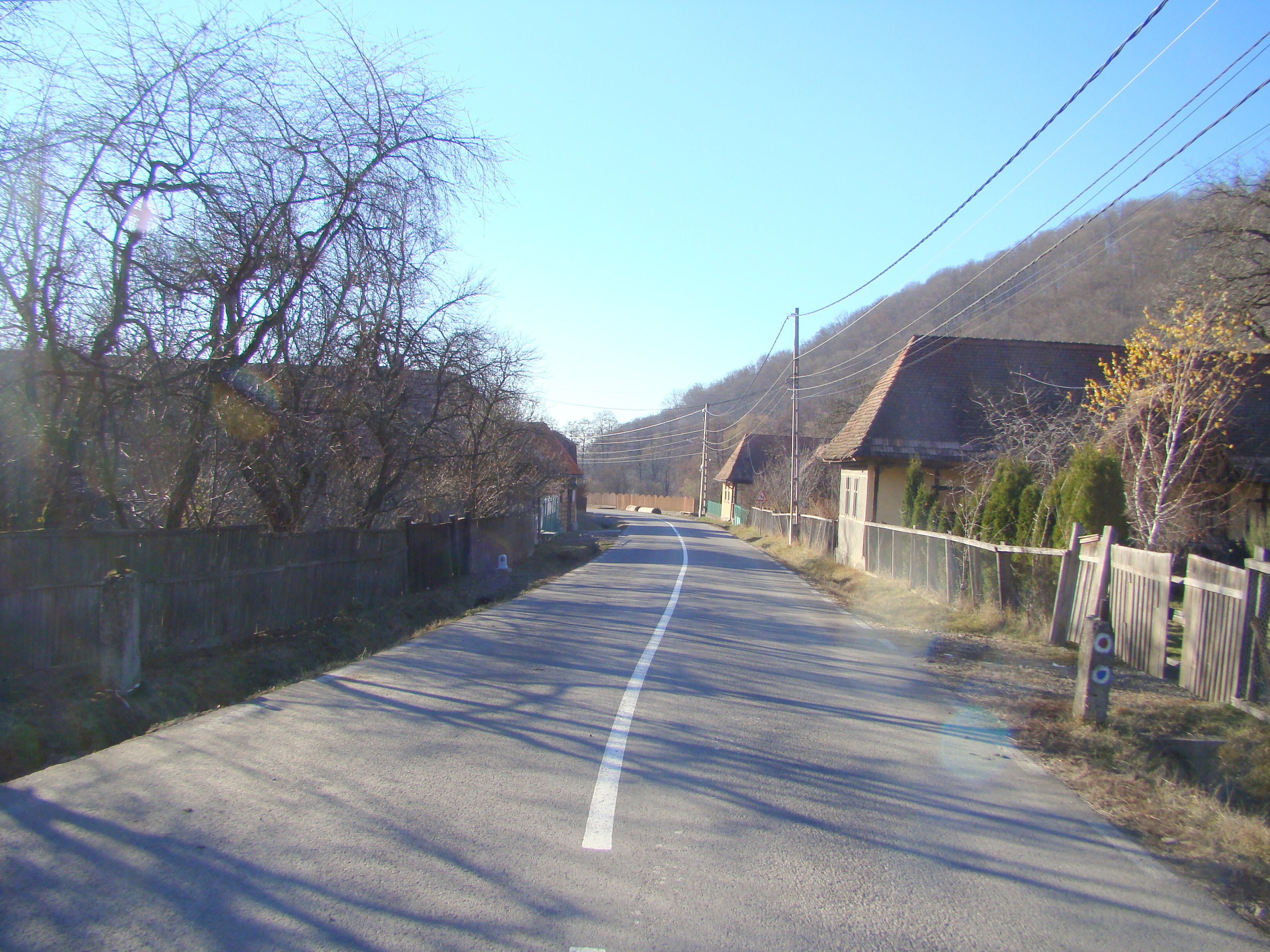
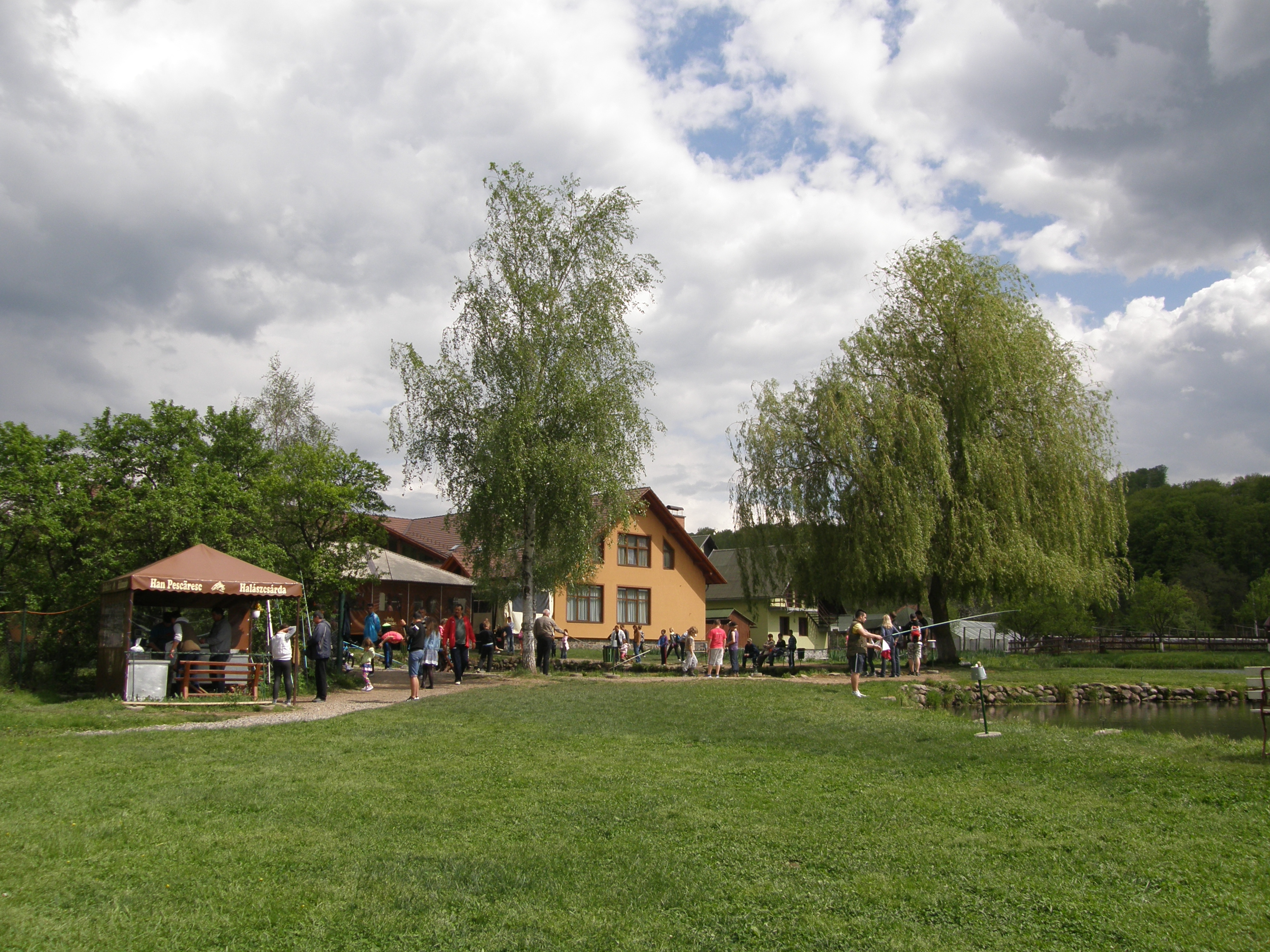
Hanul pescăresc
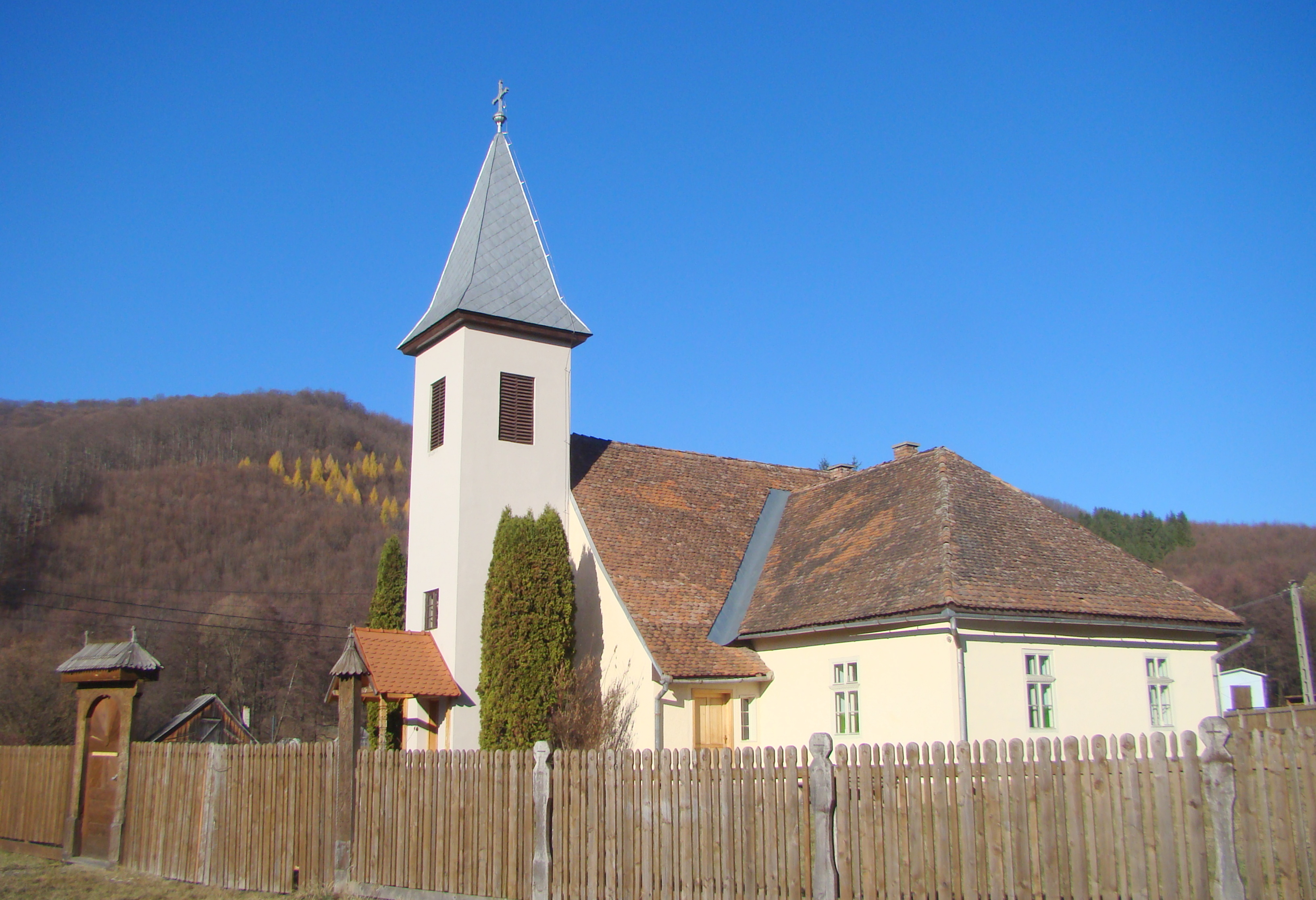
Biserica romano-catolică (1902)
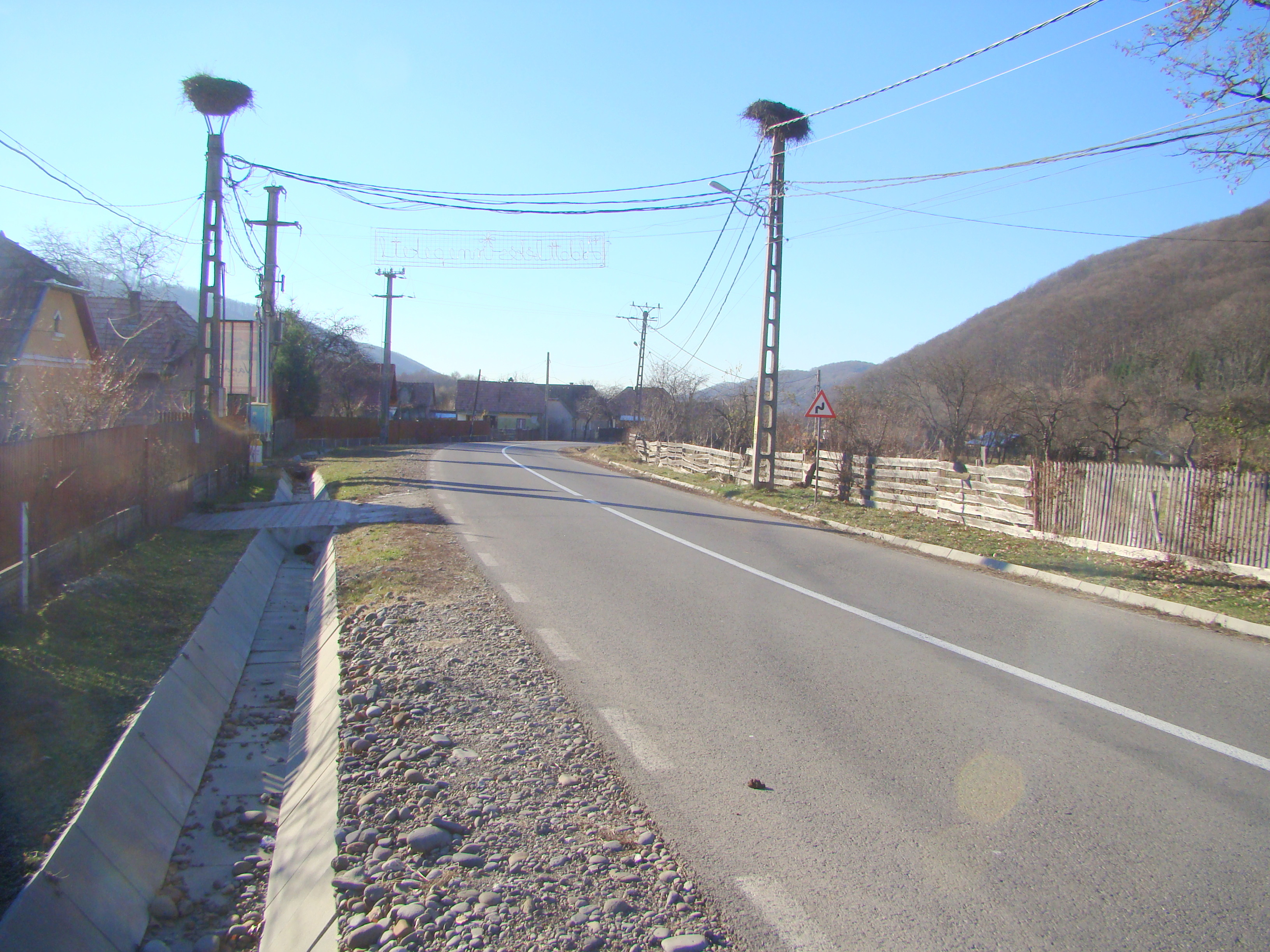
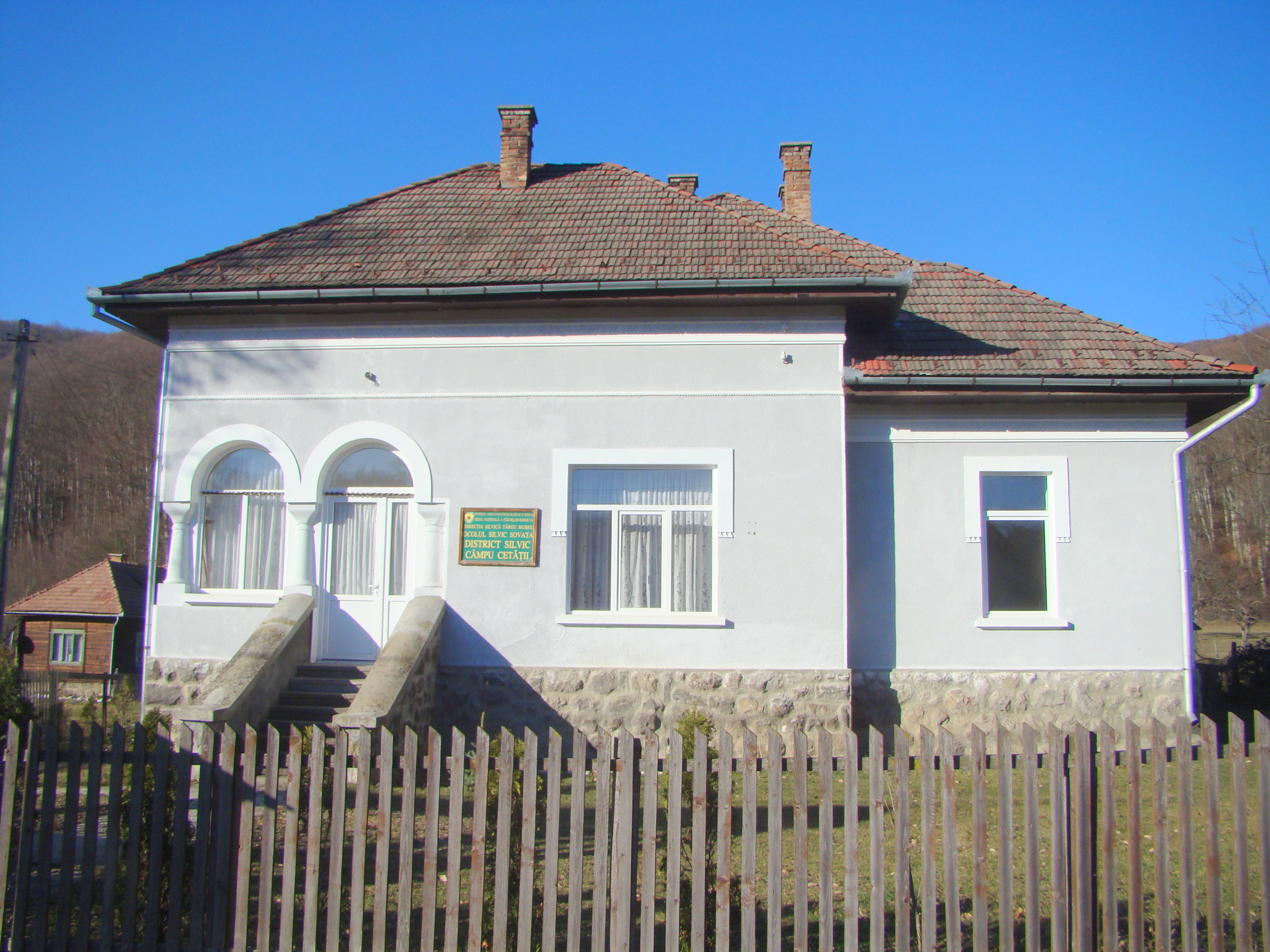
Ocolul silvic
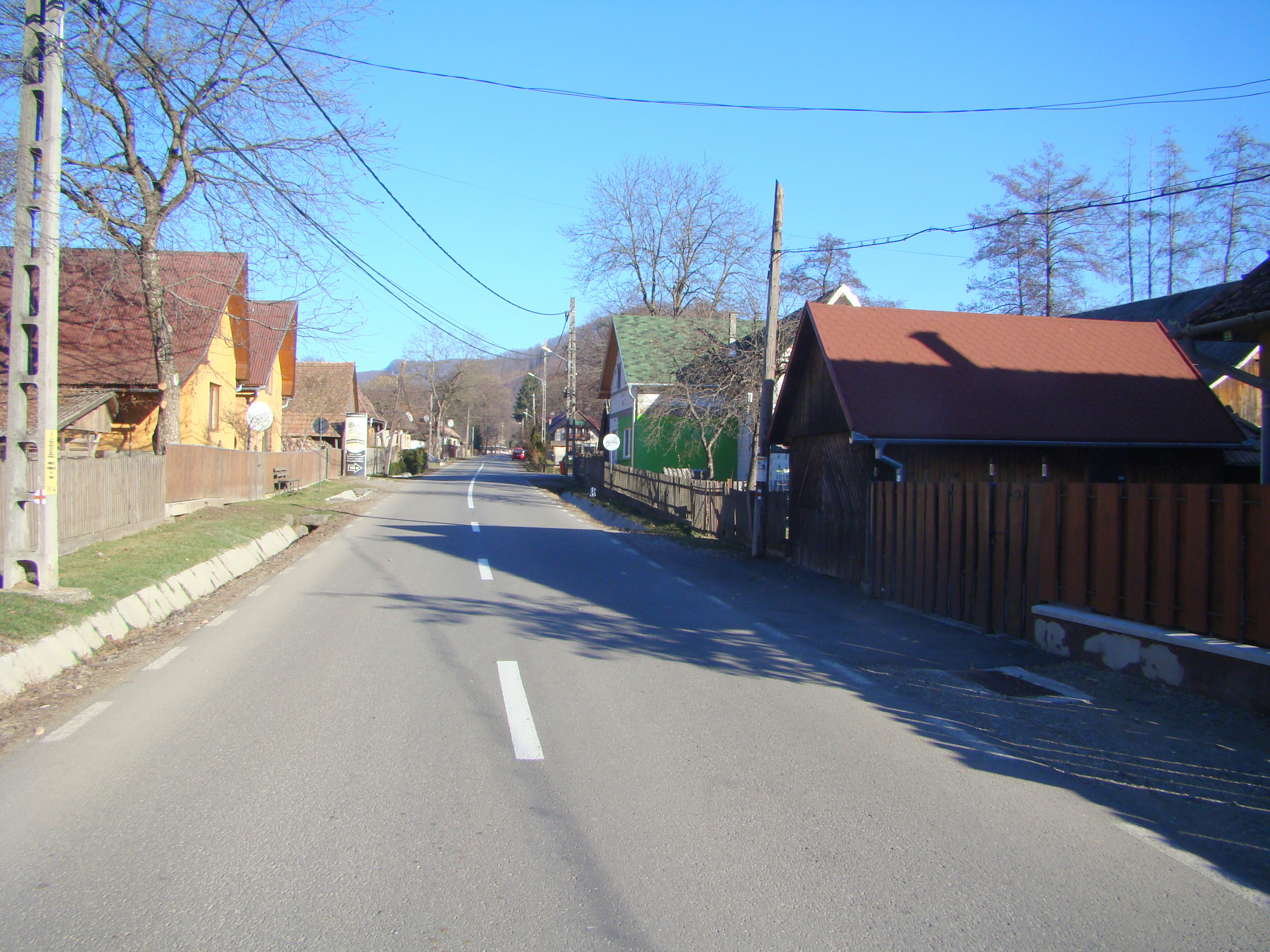
Strada principală